# Putnam's Magazine
Putnam's Magazine  est une ancienne revue mensuelle américaine publiée à New-York de 1853 à 1910.

## Historique
Le Putnam’s Monthly, Magazine of American Literature, Science and Art est une revue mensuelle publiée par les éditions G. P. Putnam's Sons traitant de littérature américaine, de science, d'art et de politique. Il fut d'abord dirigé par Charles Frederick Briggs de janvier 1853 à septembre 1857 (fusion avec Emerson's United States Magazine) puis par C. F. Briggs, Edmund Clarence Stedman et Parke Godwin de janvier 1868 à novembre 1870 (fusion avec Scribner's Monthly) et pour finir par Jeannette Gilder et Joseph Gilder d'octobre 1906 à avril 1910 (fusion avec Atlantic Monthly).

## Premières publications du magazine de Putnam (1853-1857)
Les premières éditions de Putnam's courent de janvier 1853 à septembre 1857. La revue a été fondée par George Palmer Putnam, pour publier au mieux la nouvelle littérature américaine : une circulaire que Putnam a envoyé aux auteurs éventuels (incluant Herman Melville) stipule que le périodique serait essentiellement une revue américaine. Putnam a vu une occasion de rivaliser avec le Harper's New Monthly Magazine qui tirait une grande partie de son contenu des périodiques britanniques. En publiant seulement des écrivains américains, Putnam's se distinguerait de l'Harper's et lui donnerait un statut unique dans le marché. Dès l'origine, Putnam's a fait le choix du nationalisme littéraire et de la pensée libérale. Dans son premier éditorial, son rédacteur en chef écrivait : « Dans quel organe de presse voit-on aujourd'hui la pensée américaine faire la critique de notre époque ? ».

## Auteurs publiés
- William Cullen Bryant,
- Phoebe Cary,
- Rose Terry Cooke,
- James Fenimore Cooper ,
- Isabella Beecher Hooker,
- Washington Irving,
- Herman Melville,
- Edgar Allan Poe,